# Wasabi mon amour
Wasabi mon amour of 和味濃情 is een Hongkongse TVB-serie uit 2008. De serie gaat over een Japanse restaurant en de mensen eromheen. Het beginlied "不可不愛" is gezongen door Eric Suen. Op de TVB anniversary awards van 2008 kreeg de serie de prijzen "Best Drama", "Best Actor in a Supporting Role" (Paul Chun Pui als Ko Sau) en "Best Actress in a Supporting Role" (Bernice Liu als Ally Ko Yau-Lai). De serie is opgenomen in Japan en Hongkong.

## Rolverdeling
- Michael Tao als Chung Lai-Wo 鍾禮和
- Louisa So als Ko Yau-Mei (Ah Me) 高柔美
- Paul Chun Pui als Ko Sau 高守
- Bernice Liu als Ko Yau-Lai (Ally) 高柔麗
- Dexter Yeung als Ma Tin-Sam 馬田心
- Joyce Tang als Tam Bo-Bo 譚寶寶
- Kara Hui als Ko Kwai 高桂
- Patrick Dunn als Ma Choi-Yat 馬賽一
- Felix Lok als ?
- Charles Szeto als ?
- Eric Li als ?
- June Chan als ?

Best selling secrets 同事三分親 · Legend of the demigods 搜神傳 · Wars of in-laws II 野蠻奶奶大戰戈師奶 · Wasabi mon amour 和味濃情 · The master of tai chi 太極 · A journey called life 金石良缘 · The silver chamber of sorrows 銀樓金粉 · The money-maker recipe 師奶股神 · Dressage to win 盛裝舞步愛作戰 · Speech of silence 甜言蜜語 · When a dog loves a cat 當狗愛上貓 · Your class or mine 尖子攻略 · The four 少年四大名捕 · Survivor's law II 律政新人王II · The gentle crackdown II 秀才愛上兵 · The seventh day 最美麗的第七天 · D.I.E. 古靈精探 · Catch me now 原來愛上賊 · Forensic heroes II 法證先鋒II · Love exchange 疑情別戀 · Last one standing 與敵同行 · Moonlight resonance 溏心風暴之家好月圓 · The gem of life 珠光寶氣 · When Easterly Showers Fall on the Sunny West 東山飄雨西關晴 · Off pedder 畢打自己人 · Pages of treasures Click入黃金屋